# 神奈川県警覚醒剤使用警官隠蔽事件
神奈川県警覚醒剤使用警官隠蔽事件（かながわけんけいかくせいざいしようけいかんいんぺいじけん）とは、1996年に神奈川県警察の警部補が覚醒剤を使用した事件を県警本部長が隠蔽した組織犯罪。1999年に発覚し9人が書類送検され、当時の警察本部長ら5人が有罪となった。警察本部長が有罪になったのは史上初で、戦後最悪の警察不祥事と称された。

## 概要
1996年9月頃、神奈川県警察本部警備部外事課の警部補は飲食店で知り合った女性と不倫をし覚醒剤を使用するようになった。12月12日に妄想に取り憑かれるようになり課の当直に電話をして赴き、薬物使用を自供した。腕には注射痕があった。
課長代理は翌13日に監察官室長と監察官に通報し、室長は警務部長と渡辺泉郎警察本部長に報告した。また、生活安全部長に事後処理方法につき相談。その際に県警本部長の意向の下で1996年12月、神奈川県警は現職警察官の覚醒剤使用を隠蔽することに決定した。
隠蔽にあたって、生活安全部長の「尿検査が陰性ならば事件化は難しい」との助言を受けて警部補の尿から「陽性」反応が出なくなるまで同警部補を横浜市内のホテルに8日間軟禁した。その間、警部補は不倫という理由で諭旨免職となった。12月20日になって尿検査で陰性反応になったため、「初めて警部補から覚醒剤使用の告白があった」と最初から覚醒剤が検出されなかったように装った。
その後、神奈川県警薬物対策課は「本人は覚醒剤を打たれたと言っているが、証拠がなかった」として横浜地検に虚偽の報告をした。報告を受けて横浜地検は「証拠がないなら仕方ない」として立件を見送った。
1999年11月、元警部補が覚せい剤取締法違反で逮捕されたことで隠蔽の事実が大きく報道された。また、神奈川県警の問題が連日報道される中、本来は警察職員の不正を告発しなければならない監察官室が1991年に不祥事を積極的に公表しないよう指示したマニュアルを作成していたことも判明。事件の公表は「一般市民への警察の信頼感と警察職員の士気を低下させるだけ」であり、「マスコミとの摩擦を恐れるだけの安易な考えで公表することがあってはならない」といった内容が報道によって明らかになり、神奈川県警の隠蔽体質が露呈した。
隠蔽事件で立件の対象となったのは9人であり、最終的には1999年12月に当時の県警本部長、警務部長、生活安全部長、監察官室長、監察官の5人が犯人隠匿罪で起訴された（県警本部長を除いた4人は証拠隠滅罪でも起訴された）。これを受けて国家公安委員会と警察庁は神奈川県警の幹部など23人に懲戒などの行政処分を科した。

## 刑事裁判

### 元警部補の裁判
2000年1月31日、横浜地裁（佐々木直人裁判官）は「警察官の立場にありながら、好奇心から犯行に及び、警察組織に対する国民の信頼を大きく損ねた」として懲役1年6月・執行猶予3年（求刑：懲役1年6月）の有罪判決を言い渡した。

### 県警本部長ら5人の裁判
2000年2月24日、横浜地裁（岩垂正起裁判長）で初公判が開かれ、罪状認否で5人はいずれも「間違いありません」と述べて起訴事実を全面的に認めた。被告人質問で県警本部長は隠蔽の動機について「薬物キャンペーンを行うにあたり、警察官の発言に説得力がなくなる」と述べた。
2000年5月29日、横浜地裁（岩垂正起裁判長）は「警察の捜査の適正、公正さについての信頼を大きく損なわせ、法治国の基盤を危うくするものであり、罪責は真に重大で、万死に値する」として県警本部長に懲役1年6月・執行猶予3年（求刑：懲役1年6月）、他の4人に対して懲役1年・執行猶予3年（求刑：懲役1年）の有罪判決を言い渡した。

## その他
- 有罪判決を受けた元神奈川県警本部長の息子が児童の死体をネットに掲載するクラブきっず事件が発覚し、2007年7月5日に児童ポルノ禁止法違反で執行猶予付きの有罪判決が出ている。
- この事件で起訴猶予処分となった元神奈川県警外事課長は停職3ヶ月の処分を受けて依願退職[10]。後に司法試験に受験して3回目で合格し、司法修習を終えた2004年以降は弁護士として、自身の体験を生かしてコンプライアンスに関する本を出したり、公務員を対象とした倫理に関する講習などの仕事も担当している[18]。